# Mount Jackman
Mount Jackman ist ein 1920 m hoher Berg im Norden des ostantarktischen Viktorialands. In den Freyberg Mountains ragt er 17,5 km südlich des Mount Baldwin auf. 
Das Advisory Committee on Antarctic Names benannte ihn 1964 nach Warren Albert Jackman (1923–1985), Fotograf der Mannschaft des United States Antarctic Research Program zur Durchquerung und Erkundung des Viktorialands zwischen 1959 und 1960.